# (29946) 1999 JZ83
A (29946) 1999 JZ83 a Naprendszer kisbolygóövében található aszteroida. A LINEAR projekt keretében fedezték fel 1999. május 12-én.